# Mudrîholovî, Horodok
Mudrîholovî (în ucraineană Мудриголови) este un sat în comuna Ciornîvodî din raionul Horodok, regiunea Hmelnîțkîi, Ucraina.

## Demografie
Componența lingvistică a localității Mudrîholovî
     Ucraineană (99,1%)
     Alte limbi (0,9%)
Conform recensământului din 2001, majoritatea populației localității Mudrîholovî era vorbitoare de ucraineană (99,1%), existând în minoritate și vorbitori de alte limbi.